# Ziaja
Ziaja Ltd Zakład Produkcji Leków sp z o.o. – polskie przedsiębiorstwo kosmetyczne, założone w 1989 roku przez farmaceutów Aleksandrę i Zenona Ziajów. Udział kapitału polskiego w firmie wynosi 100%.
Pierwszym produktem firmy był  krem oliwkowy, sprzedawany do dziś. Marka Ziaja oferuje produkty do pielęgnacji twarzy, ciała i włosów. Kosmetyki Ziaja nie są testowane na zwierzętach.
W 2018 roku na rynek trafiło ponad 130 milionów sztuk produktów firmy Ziaja. Firma również eksportuje swoje produkty do innych państw. Obecnie w Europie dystrybucja odbywa się do 30 krajów, są to m.in. Czechy, Austria, Finlandia, Dania.

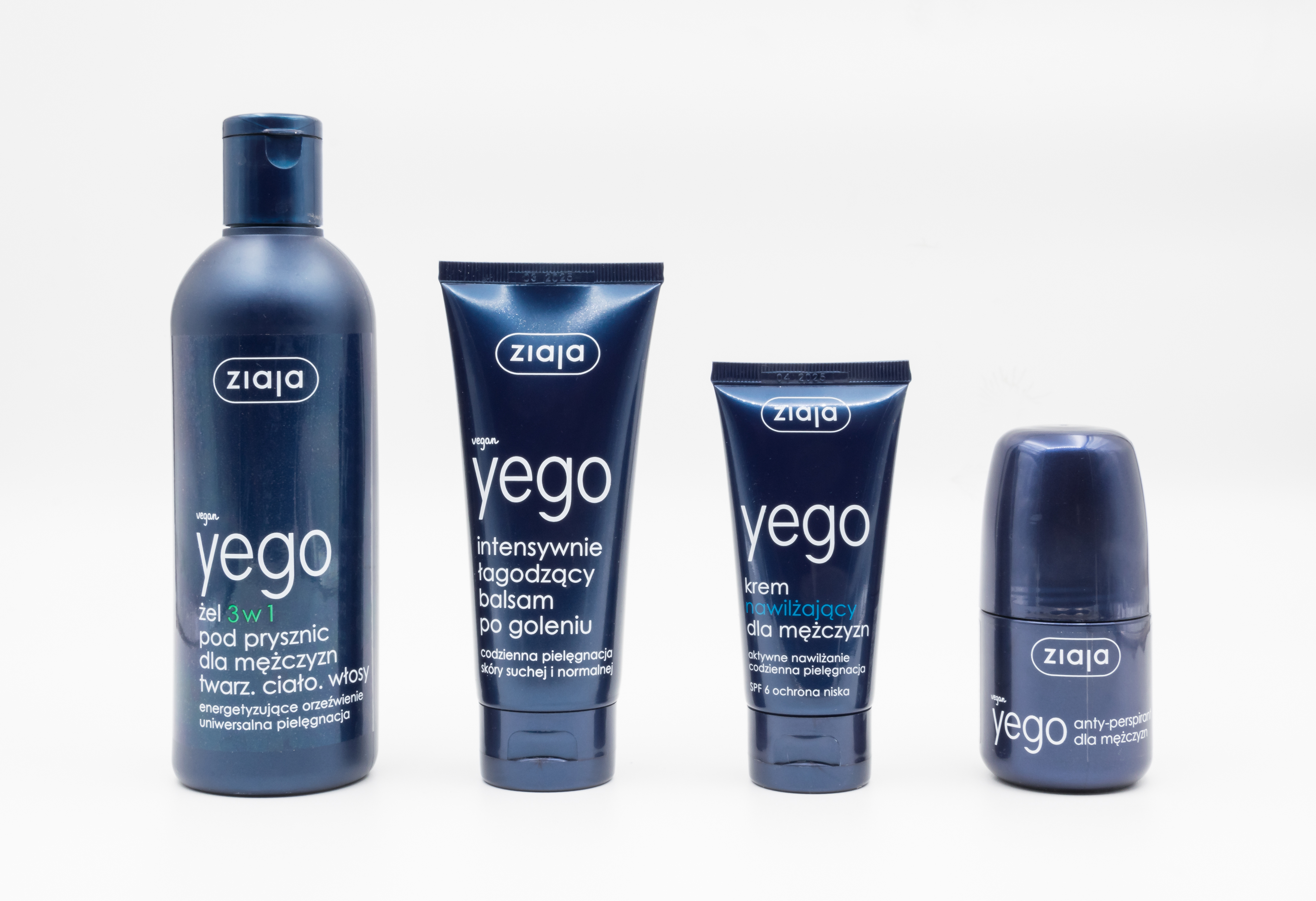
Zestaw kosmetyków Ziaja